# Eddie Jackson (Footballspieler)
Eddie Jackson (* 10. Dezember 1993 in Lauderdale Lakes, Florida) ist ein US-amerikanischer American-Football-Spieler in der National Football League (NFL). Er spielte als Safety von 2017 bis 2023 für die Chicago Bears. Zuletzt spielte er bei den Baltimore Ravens.

## College
Jackson besuchte die University of Alabama und spielte für deren Mannschaft, die Crimson Tide, äußerst erfolgreich College Football. Er begann zunächst auf der Position des Cornerbacks, wurde aber nach zwei Spielzeiten zum Safety umfunktioniert, außerdem wurde er auch als Return Specialist aufgeboten.
2015 konnte er mit seinem Team gegen Clemson nicht nur die nationale Meisterschaft gewinnen, er selbst wurde im College Football Playoff National Championship Game als Defensive MVP ausgezeichnet.

## NFL
Jackson wurde beim NFL Draft 2017 in der vierten Runde als insgesamt 112. von den Chicago Bears ausgewählt und erhielt einen Vierjahresvertrag in der Höhe von 3,06 Millionen US-Dollar, 665.797 davon als Handgeld (Signing Bonus).
 Bereits in seiner Rookie-Saison kam er in allen Begegnungen als Starter zum Einsatz. Gegen die Carolina Panthers gelangen ihm als ersten Spieler überhaupt zwei Defensive Touchdowns über mehr als 75 Yards in einer Partie.
In der Saison 2018 konnte er sich nochmals steigern und in nur 14 Spielen, die letzten beiden Partien fiel er mit einer Knöchelverletzung aus, erzielte Jackson sechs Interceptions, drei Touchdowns, 15 Passverteidigungen und seinen ersten Sacks, wofür er erstmals in den Pro Bowl berufen wurde.
Am 15. Februar 2024 wurde Jackson von den Bears entlassen, um mehr Spielraum in der Salary Cap zu generieren. Am 19. Juli 2024 nahmen die Baltimore Ravens für ein Jahr unter Vertrag. Er bestritt neun Spiele für die Ravens, davon vier als Starter. Am 23. November 2024 wurde er wieder entlassen.